# Грінлон (Нью-Йорк)
Грінлон (англ. Greenlawn) — переписна місцевість (CDP) в США, в окрузі Саффолк штату Нью-Йорк. Населення — 13 661 особа (2020).

## Географія
Грінлон розташований за координатами 40°51′51″ пн. ш. 73°21′48″ зх. д. / 40.86417° пн. ш. 73.36333° зх. д. (40.864095, -73.363427).  За даними Бюро перепису населення США в 2010 році переписна місцевість мала площу 9,65 км², з яких 9,64 км² — суходіл та 0,01 км² — водойми.

## Демографія
Згідно з переписом 2010 року, у переписній місцевості мешкали 13 742 особи в 4560 домогосподарствах у складі 3345 родин. Густота населення становила 1425 осіб/км².  Було 4722 помешкання (490/км²).
Расовий склад населення:
| - 74,0 % — білих - 13,9 % — чорних або афроамериканців - 4,1 % — азіатів - 0,4 % — корінних американців - 4,9 % — осіб інших рас |

До двох чи більше рас належало 2,7 %. Частка іспаномовних становила 12,5 % від усіх жителів.
За віковим діапазоном населення розподілялося таким чином: 25,6 % — особи молодші 18 років, 57,8 % — особи у віці 18—64 років, 16,6 % — особи у віці 65 років та старші. Медіана віку мешканця становила 41,9 року. На 100 осіб жіночої статі у переписній місцевості припадало 92,4 чоловіків;  на 100 жінок у віці від 18 років та старших — 87,8 чоловіків також старших 18 років.
Середній дохід на одне домашнє господарство  становив 116 048 доларів США (медіана — 86 563), а середній дохід на одну сім'ю — 131 215 доларів (медіана — 108 194). Медіана доходів становила 66 435 доларів для чоловіків та 60 199 доларів для жінок. За межею бідності перебувало 6,7 % осіб, у тому числі 9,5 % дітей у віці до 18 років та 6,7 % осіб у віці 65 років та старших.
Цивільне працевлаштоване населення становило 6211 осіб. Основні галузі зайнятості: освіта, охорона здоров'я та соціальна допомога — 28,9 %, науковці, спеціалісти, менеджери — 13,7 %, роздрібна торгівля — 9,2 %, фінанси, страхування та нерухомість — 9,0 %.